# Bashar al-Assad
Bashar Hafez al-Assad (tiếng Ả Rập: بشار حافظ الأسد Baššār Ḥāfiẓ al-ʾAsad, phát âm Levant: [baʃˈʃaːr ˈħaːfezˤ elˈʔasad]; sinh ngày 11 tháng 9 năm 1965) là cựu  tổng thống của Syria và là Bí thư khu vực của nhánh lãnh đạo Syria thuộc Đảng Ba'ath Xã hội Ả Rập. Cha của ông là Hafez al-Assad- người đã lãnh đạo Syria trong 29 năm cho đến khi qua đời vào năm 2000.
Al-Assad đã tốt nghiệp trường Y thuộc Đại học Damascus vào năm 1988, và bắt đầu làm việc trong vai trò một bác sĩ quân y. Bốn năm sau, ông tham gia học tập sau đại học tại Bệnh viện Western Eye ở Luân Đôn, chuyên về nhãn khoa. Năm 1994, sau khi anh trai Bassel của ông, cũng là người thừa kế của cha ông, tử vong trong một vụ tai nạn ô tô, Bashar đã được gọi trở lại Syria một cách vội vàng để đảm nhận vai trò của Bassel. Ông gia nhập học viện quân sự và đến năm 1998, Al-Assad đã phụ trách việc Syria chiếm đóng Liban. Đến tháng 12 năm 2000, Assad kết hôn với Asma Assad. Al-Assad được bầu làm Tổng thống Syria vào năm 2000 và 2007, trong cả hai lần ông đều là ứng cử viên duy nhất.
Ban đầu, cộng đồng trong nước và quốc tế xem ông là một nhà cải cách tiềm năng và đặt cho ông biệt danh "Niềm hi vọng".

## Cuộc sống ban đầu
Bashar Hafez al-Assad sinh tại Damascus vào ngày 11 tháng 9 nam 1965, là con trai của Aniseh (nhũ danh Makhluf) và Hafez al-Assad. Cha ông, Hafez al-Assad, sinh ra trong một gia đình nghèo khó thuộc cộng đồng Alawi song đã thăng tiến trong Đảng rồi nắm được quyền kiểm soát nhánh lãnh đạo Syria của Đảng Ba'ath Xã hội Ả Rập trong cuộc Cách mạng năm 1970, do đó trở thành tổng thống. Hafez al-Assad đã tiến hành chấn chỉnh trong Đảng, và người Alawi từ đó có ảnh hưởng sâu sắc trên chính trường Syria. Họ của ông trong tiếng Ả Rập có nghĩa là "con sư tử".
Không giống như anh trai Bassel và em trai Maher, cùng chị gái Bushra, Bashar có tính trầm lặng và kín đáo, ông cũng nói rằng mình thiếu sự quan tâm đến chính trị hay quân sự. Sau đó, ông nói rằng ông chỉ đi vào văn phòng của cha mình một lần khi ông ta còn đang nắm quyền và ông không bao giờ nói chuyện chính trị với cha mình. ông tiếp thu giáo dục tiểu học và trung học tại Trường Ả Rập-Pháp al-Hurriya tại Damascus. Năm 1982, ông tốt nghiệp trung học và theo học y khoa tại Đại học Damascus.
Năm 1988, Bashar al-Assad tốt nghiệp trường y và làm việc trong vai trò một bác sĩ quân y tại bệnh viện quân sự lớn nhất đất nước, "Tishrin", ở ngoại ô Damascus. Bốn năm sau đó, ông đến Anh Quốc để bắt đầu tiếp nhận đào tạo sau đại học chuyên ngành nhãn khoa của Bệnh viện Western Eye, một thành viên của nhóm các bệnh viện thực hành St Mary tại Luân Đôn. Bashar vào thời đó đã có một vài tham vọng chính trị. Cha ông đã chuẩn bị sẵn cho anh trai cả của Bashar, Bassel al-Assad, làm tổng thống tương lai, song ông ta không bao giờ công bố ý định này. Tuy nhiên, năm 1994, Bashar đã được gọi về để phục vụ trong quân đội Syria, sau khi Bassel bất ngờ qua đời trong một tai nạn ô tô.

## Sau cái chết của Bassel

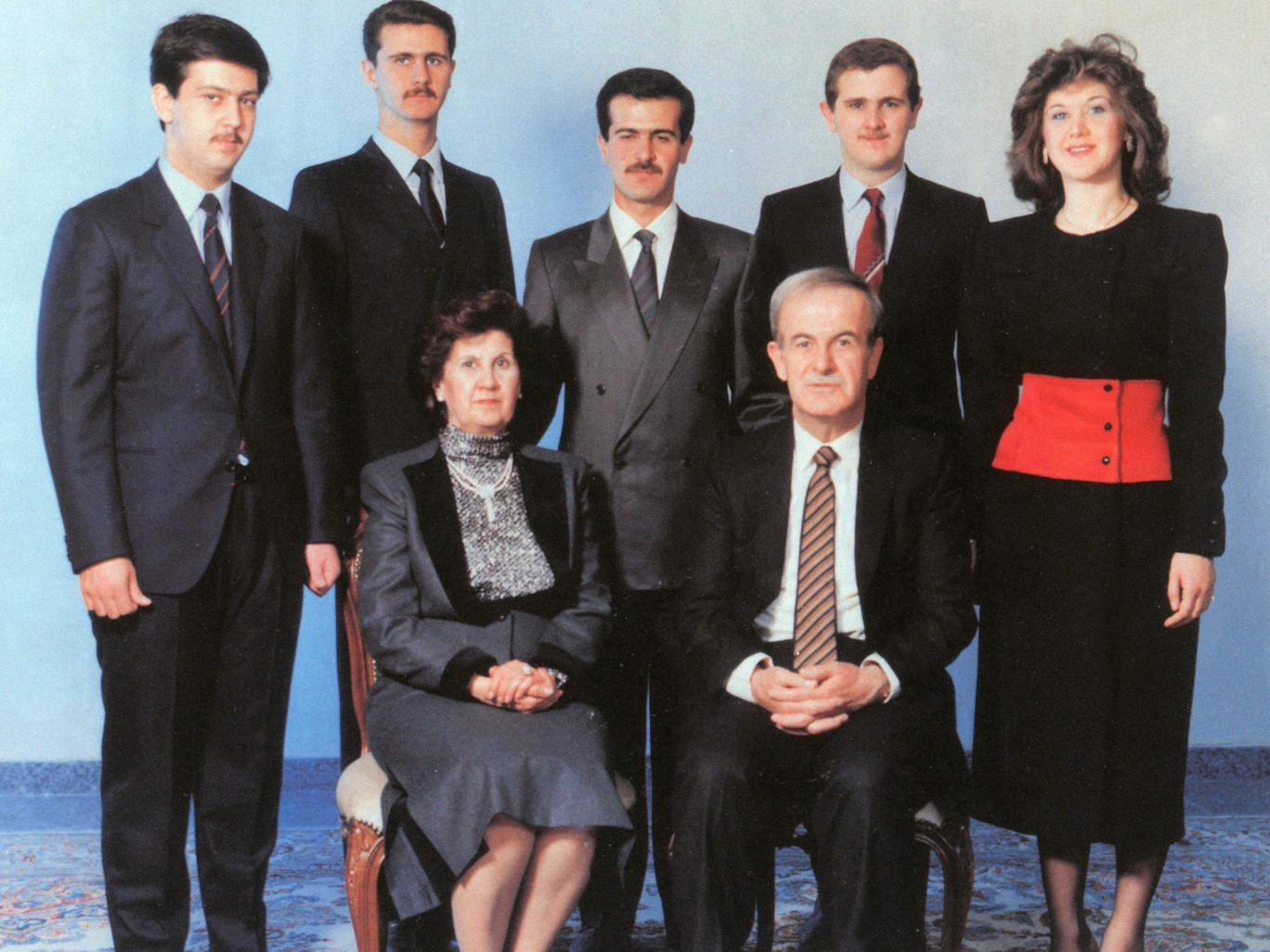
Gia đình Al-Assad khoảng năm 1994. Phía trước là Hafez al-Assad và phu nhân, Anisa. Ở hàng sau, từ trái sang phải: Maher (chỉ huy của Cận vệ Cộng hòa), Bashar, Bassel, Majid, và Bushra

Ngay sau cái chết của Bassel, Hafez Assad đã quyết định đào tạo Bashar làm chính trị và là người kế thừa mới. Đầu tiên, tạo lập vị thế của Bashar trong bộ máy quân sự và an ninh. Thứ hai, xây dựng hình ảnh của Bashar trong công chúng. Và cuối cùng, cho Bashar làm quen với các cơ chế điều hành đất nước.
Để có được khả năng về quân sự, năm 1994, Bashar gia nhập học viện quân sự tại Homs, ở phía bắc Damascus, và kinh qua các cấp bậc rồi trở thành một đại tá vào tháng 1 năm 1999. Để thiết lập cơ sở quyền lực của Bashar trong lĩnh vực quân sự, các chỉ huy sư đoàn cũ bị buộc phải về hưu, và các sĩ quan trẻ thuộc cộng đồng Alawi trung thành được đưa lên thay thế.
Song song với sự nghiệp quân sự, Bashar cũng tham gia vào các vấn đề nhà nước. Ông được trao cho nhiều quyền lực và trở thành một cố vấn chính trị cho Tổng thống Hafez al-Assad, là người đứng đầu văn phòng tiếp nhận các khiếu nạn và kháng án của công dân, và lãnh đạo một chiến dịch chống tham nhũng.
Năm 1998, Bashar được giao phụ trách hồ sơ Liban của Syria, từ thậm niên 1970 cho đến trước đó thì hồ sơ này do cựu Phó tổng thống Abdul Khaddam xử lý, người này là một trong số ít các quan chức thuộc cộng đồng Hồi giáo Sunni trong chính quyền Assad, và cho đến khi đó thì ông ta vẫn được coi là một ứng cử viên tiềm năng cho vị trí tổng thống. Bằng cách phụ trách các vấn đề tại Liban của Syria, Bashar đã có thể đẩy Khaddam qua một bên và thiết lập cơ sở quyền lực của mình tại Liban. Cũng trong năm đó, sau khi tham khảo ý kiến từ các chính trị gia Liban, Bashar đã đưa Emile Lahoud lên làm Tổng thống Liban (đây là một đồng minh trung thành của ông), và đẩy cựu Thủ tướng Liban Rafic Hariri sang một bên.
Để tiếp tục làm suy yếu trật tự cũ của Syria tại Liban, Bashar đã thay thế Cao ủy lâu năm trên thực tế của Syria tại Liban, Ghazi Kanaan, bằng đồng minh trung thành Rustum Ghazali.

## Làm tổng thống
Sau khi Assad cha qua đời vào năm 2000, Bashar được bổ nhiệm làm người lãnh đạo đảng Ba'ath và quân đội, và được bầu làm tổng thống trong một cuộc bầu cử chỉ có một ứng cử viên duy nhất, trước đó thì Nghị viện Syria đã nhanh chóng bỏ phiếu để hạ thấp độ tuổi tối thiểu cho các ứng cử viên tổng thống từ 40 xuống 34 (đột tuổi của Assad khi ông ứng cử). Ngày 27 tháng 5 năm 2007, Bashar đã được phê chuẩn làm tổng thống trong một nhiệm kỳ bảy năm, kết quả chính thức là 97,6% số phiếu.
Trong chính sách đối ngoại của mình, Al-Assad chỉ trích thẳng Hoa Kỳ và Israel. Đảng Ba'ath duy trì quyền kiểm soát đối với Nghị viện, và theo hiến pháp thì nó là "đảng lãnh đạo" của đất nước.
Về mặt chính trị và kinh tế, cuộc sống tại Syria chỉ thay đổi nhỏ so với năm 2000. Ngay sau khi nhậm chức, ông đã tiến hành một phong trào cải cách với những bước tiến thận trọng trong cái được gọi là "Mùa xuân Damascus", dẫn đến việc al-Assad đóng cửa nhà tù Mezzeh và trả tự do cho hàng trăm tù nhân chính trị.

### Kinh tế
Nhà nước vẫn kiểm soát chặt chẽ lĩnh vực công nghiệp. Tuy nhiên, một số thay đổi đã diễn ra bao gồm việc các ngân hàng tư nhân được mở ra và khuyển khích sự tham gia của nước ngoài, đặc biệt là trong lĩnh vực dầu mỏ. Một số người nhấn mạnh sự cần thiết của việc đa dạng hóa nền kinh tế khi dự đoán rằng Syria sẽ thay đổi từ nước xuất khẩu sang nhập khẩu dầu vào năm 2015. Sự phụ thuộc vào dầu được phản ảnh khi xuất khẩu các sản phẩm chế tạo chỉ chiếm 3,1% GDP của Syria. Các vấn đề này sẽ càng trở nên bức thiết khi dân số Syria dự tính sẽ tăng gấp đôi lên 34 triệu người vào năm 2050.

### Nhân quyền

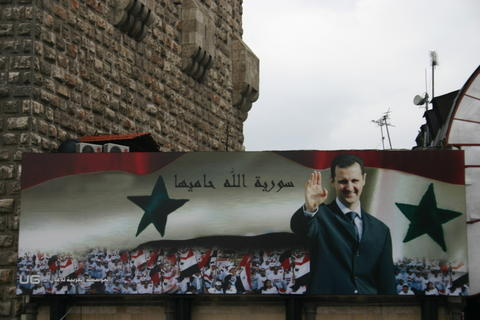
Bảng dán yết thị với chân dung Assad và dòng chữ Thượng đế bảo vệ Syria trên tường thành cổ Damascus năm 2006

Một điều luật năm 2007 yêu cầu các quán cà phê Internet phải ghi lại tất cả ý kiến người dùng đăng trên các diễn đàn trò chuyện. Các Website như Wikipedia tiếng Ả Rập, YouTube và Facebook đã bị chặn liên tục từ năm 2008 đến tháng 2 năm 2011.
Trong một cuộc phỏng vấn với ABC News năm 2007, ông đã nói rằng: "Chúng tôi không có tù nhân chính trị".

### Quan hệ ngoại giao

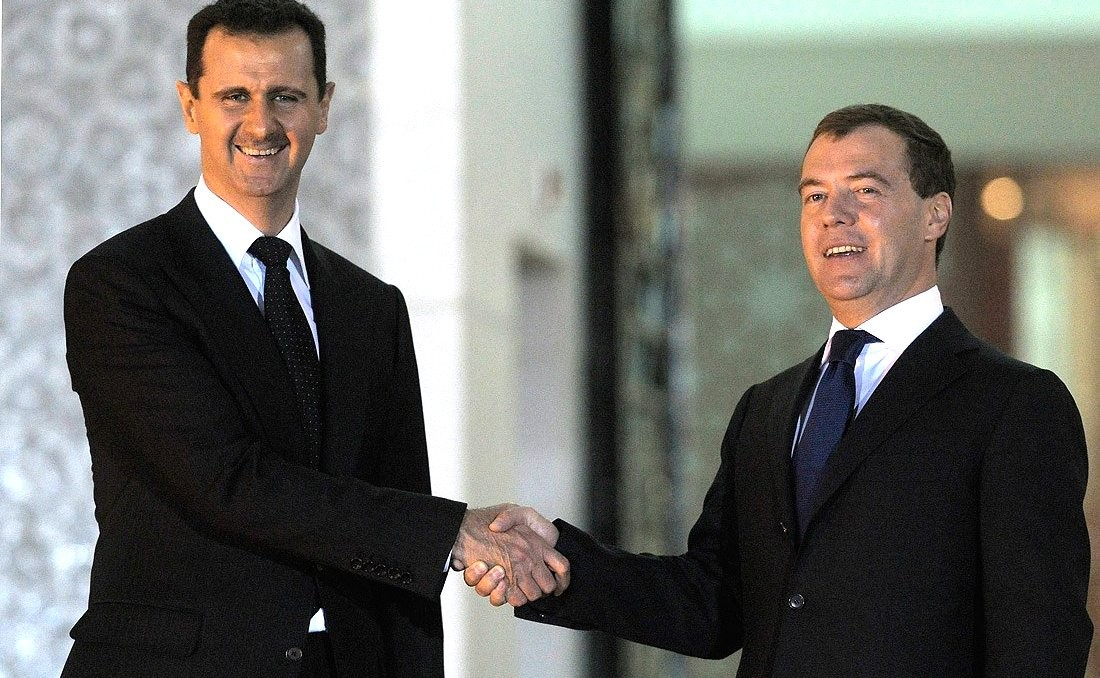
Assad cùng cựu Tổng thống Nga Dmitry Medvedev.

Chuyến công du nước ngoài đầu tiên của Assad là đến Pháp hội đàm với Jacques Chirac, người có mối quan hệ nồng ấm với ông Hoa Kỳ, Liên minh châu Âu, Liên minh 14 tháng 3, Israel, và Pháp đã cáo buộc Assad cũng cấp các hỗ trợ thiết thực cho các nhóm quân sự hoạt động chống lại Israel và chống lại các nhóm chính trị đối lập. Các nhóm chính trị đối lập bao gồm hầu hết các đảng chính trị khác ngoại trừ Hezbollah, Hamas, và Phong trào Hồi giáo Jihad.
Assad phản đối Cuộc tấn công Iraq 2003 mặc dù chính phủ Syria và Iraq ở trong trạng thải thù địch từ lâu. Assad đã sử dụng lá phiếu khi được làm một ủy viên không thường trực tại Hội đồng Bảo an Liên Hợp Quốc để cố gắng ngăn chặn cuộc xâm lược Iraq. Sau khi Hoa Kỳ cùng đồng minh xâm lược Iraq, Assad bị cáo buộc đã hỗ trợ lực lượng nổi dậy Iraq. Một tướng Hoa Kỳ đã cáo buộc ông cung cấp tài chính, hậu cần và đào tạo người cho các tổ chức người Iraq và Hồi giáo nước ngoài để tiến hành các cuộc tấn công chống lại Hoa Kỳ và liên quân.

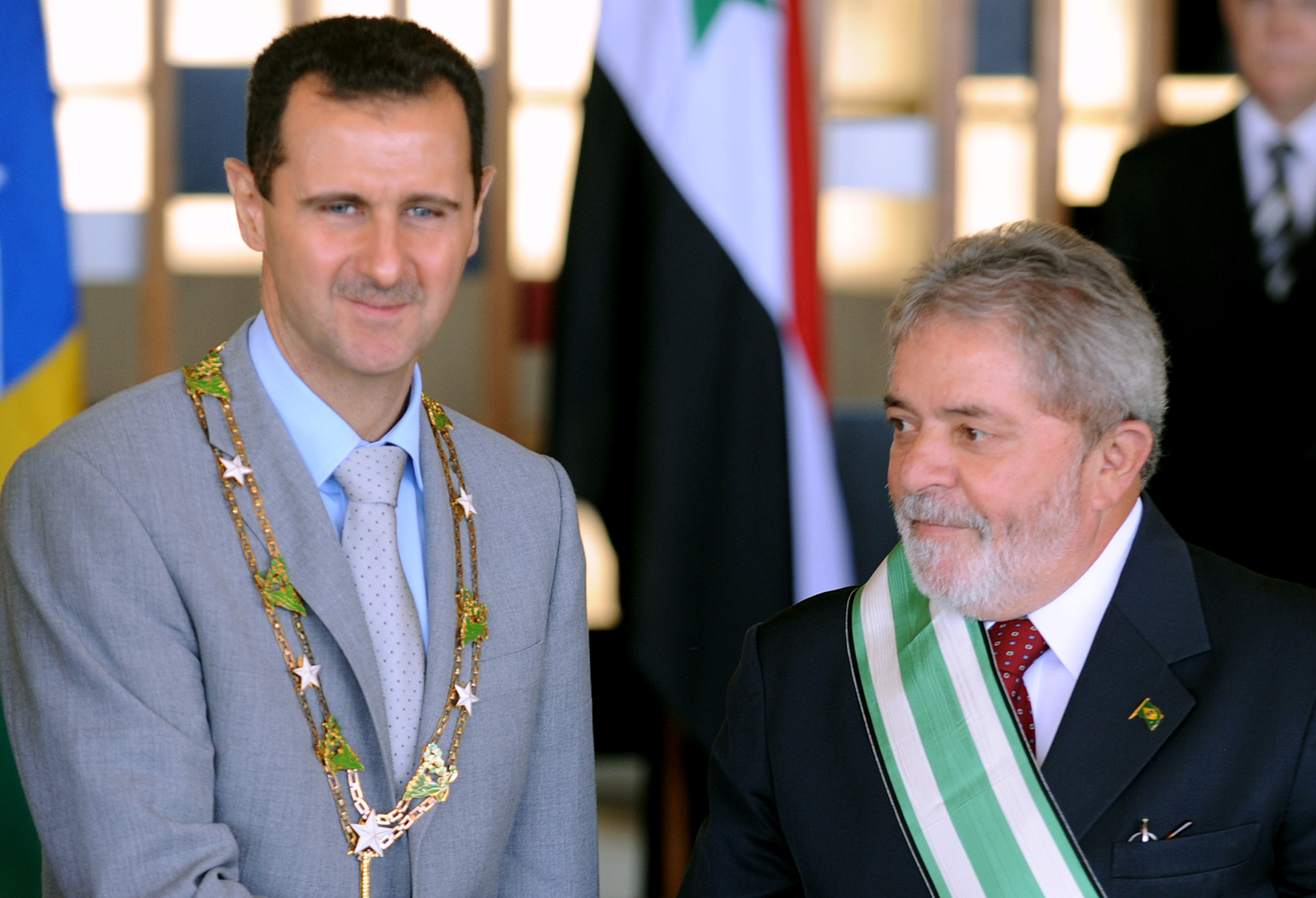
Cựu Tổng thống Brasil Lula da Silva và Bashar al Assad.

Tháng 2 năm 2005, vụ ám sát cựu thủ tướng Liban Rafik Hariri và lời buộc tội về việc Syria dính lứu và hỗ trợ cho các nhóm chống Israel, đã khiến Syria lâm vào một cuộc khủng hoảng với Hoa Kỳ. Assad bị chỉ trích vì sự hiện diện của Syria tại Liban đã kết thúc vào năm 2005, và Hoa Kỳ đã áp đặt lệnh trừng phạt đối với Syria một phần vì điều này. Trong tang lễ Giáo hoàng Gioan Phaolô II năm 2005, Assad đã bắt tay với Tổng thống Israel lúc đó là Moshe Katsav.
Trong thế giới Ả Rập, Assad đã hàn gắn mối quan hệ với Tổ chức Giải phóng Palestine song mối quan hệ với nhiều nước Ả Rập, đặc biệt là Ả Rập Xê Út, đã trở nên xấu đi. Điều này một phần là do Assad vẫn tiếp tục can thiệp tại Liban và liên minh với Iran. Trong khoảng thời gian xảy ra chiến tranh Nam Ossetia, Assad đã thực hiện một chuyến thăm chính thức tới Nga. Trong một cuộc phỏng vấn với kênh truyền hình Nga Vesti, ông khẳng định rằng không ai có thể tách riêng các sự kiện ở vùng Kavkaz khỏi sự hiện diện của Hoa Kỳ tại Iraq, mà ông lên án là một mối đe dọa trực tiếp đến an ninh [của Syria]."
Năm 2011, Assad đã nói trên Wall Street Journal rằng ông tự coi mình là người "chống-Israel" và "chống phương Tây", và bởi các chính sách này ông đã không lâm vào nguy cơ bị lật đổ.

## Cách mạng màu ở Syria
Sau các cuộc biểu tình chống chính phủ tại một số quốc gia Trung Đông khác, các cuộc biểu tình phản đối đã diễn ra tại Syria từ ngày 26 tháng 1 năm 2011. Những người biểu tình kêu gọi cải cách chính trị và phục hồi các quyền dân sự, cũng như chấm dứt tình trạng khẩn cấp được ban hành kể từ năm 1963. Một nỗ lực về "ngày thịnh nộ" đã được dự tính diễn ra vào ngày 4–5 tháng 2 năm 2011, song nó đã kết thúc một cách yên ổn. Các cuộc biểu tình vào ngày 18–19 tháng 3 là những cuộc biểu tình lớn nhất từng diễn ra tại Syria trong nhiều thập niên và đã dẫn tới bạo động.
Ngày 18 tháng 5 năm 2011, Tổng thống Hoa Kỳ Barack Obama đã ký một mệnh lệnh hành chính, ủng hộ cách mạng màu như đã làm ở Libya, theo đó tiến hành các biện pháp trừng phạt chống lại Bashar al-Assad nhằm gây sức ép buộc chính phủ của ông "chấm dứt việc sử dụng bạo lực chống lại người dân của mình và bắt đầu chuyển đổi sang một hệ thống dân chủ để bảo vệ các quyền của người dân Syria." Các lệnh trừng phạt đã đóng băng bất kỳ tài sản nào của Tổng thống Syria tại Hoa Kỳ hoặc trong phạm vi thẩm quyền của Hoa Kỳ. Ngày 23 tháng 5 năm 2011, các bộ trưởng Ngoại giao của Liên minh châu Âu đã đồng thuận trong một cuộc gặp tại Bruxelles để liệt thêm Tổng thống Assad và 9 quan chức khác vào một danh sách mà khối này áp dụng các lệnh cấm đi lại và đóng băng tài sản. Ngày 24 tháng 5 năm 2011 Canada đã áp đặt trừng phạt với các nhà lãnh đạo của Syria, bao gồm Tổng thống Assad.

Ngày 20 tháng 6 năm 2011, trong một bài phát biểu kéo dài gần một giờ đồng hồ, để đáp ứng yêu cầu của những người biểu tình và áp lực từ bên ngoài, al-Assad đã hứa hẹn về một cuộc đối thoại quốc gia, bầu cử nghị viện mới, và thêm nhiều quyền tự do. Ông cũng kêu gọi người tị nạn trở về nhà từ Thổ Nhĩ Kỳ, trong khi đảm bảo rằng họ sẽ được ân xá và đổ lỗi tất cả các tình trạng bất ổn cho một số lượng nhỏ các kẻ phá hoại.

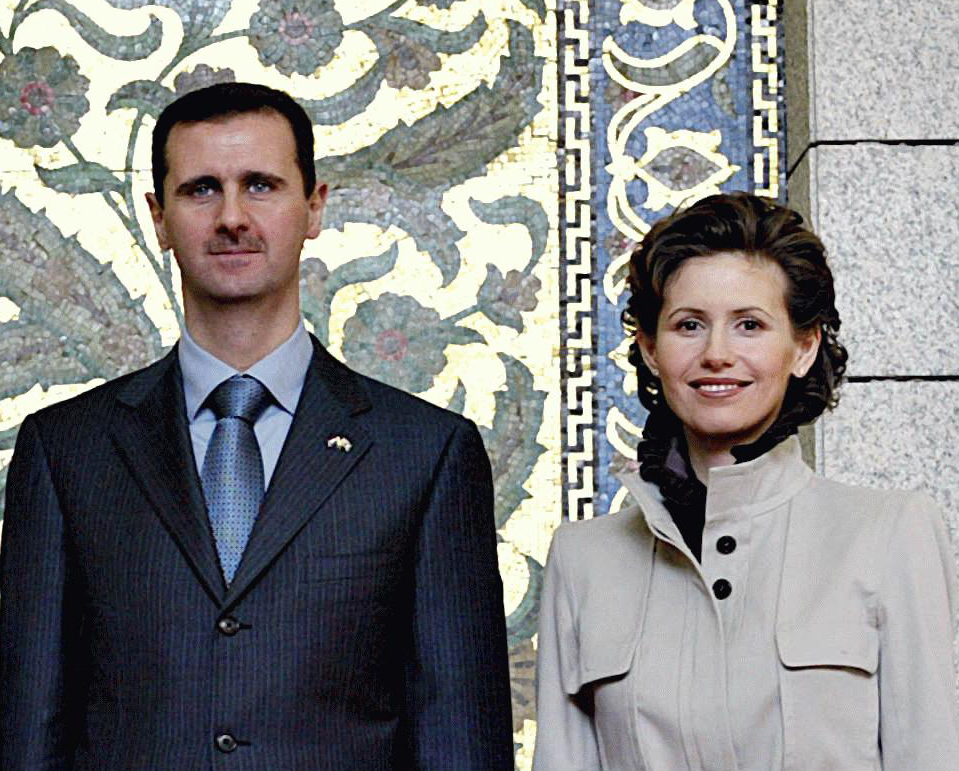
Bashar và Đệ Nhất Phu nhân Asma al-Assad.

Ngày 10 tháng 1 năm 2012, Assad đã có một bài phát biểu, trong đó ông cáo buộc cuộc nổi dậy là âm mưu của ngoại quốc và tuyên bố rằng "thắng lợi đang ở gần". Ông cũng nói rằng Liên đoàn Ả Rập, với việc đình chỉ Syria, đã cho thấy nó không còn là Ả Rập. Tuy nhiên, al-Assad cũng cho biết đất nước của ông sẽ không "đóng cửa" với một giải pháp do Liên đoàn làm trung gian nếu "chủ quyền quốc gia" được tôn trọng. Ông cũng nói rằng một cuộc trưng cầu dân ý về bản Hiến pháp mới có thể được tổ chức vào tháng ba.
Ngày 27 tháng 2 năm 2012, Syria tuyên bố rằng một cuộc trưng cầu dân ý cập nhật cho hiến pháp quốc gia, đã nhận được sự ủng hộ của 90% cử tri. Cuộc trưng cầu dân ý áp đặt một giới hạn thời gian 14 năm cho tổng thống của Syria. Cuộc trưng cầu dân ý đã bị Hoa Kỳ, Thổ Nhĩ Kỳ và Liên minh châu Âu theo truyền thống và kịch bản cách mạng màu lật đổ lãnh đạo không ưa thích đã tuyên bố là vô nghĩa. Ngày 16 tháng 7 năm 2012, Nga đã bày tỏ quan tâm trước việc các nước phương Tây đe dọa tấn công Syria, phá vỡ các đồn đoán rằng nước này bắt đầu lạnh nhạt với Bashir Al-Assad. Moskva cũng tuyên bố sẽ không đồng ý để Liên Hợp Quốc thông qua nghị quyết nhằm trừng phạt Syria.
Tính đến tháng 7 năm 2012, Ủy ban Chữ thập đỏ và Trăng lưỡi liềm đỏ quốc tế đã chính thức tuyên bố Syria là một quốc gia đang ở trong tình trạng nội chiến.
Vào tháng 11 năm 2024, một liên minh các lực lượng nổi dậy ở Syria đã phát động nhiều cuộc tấn công nhằm lật đổ chính quyền Assad. Vào sáng ngày 8 tháng 12, khi quân nổi dậy lần đầu tiên tiến vào Damascus, ông Assad đã chạy trốn sang Moscow và được chính phủ Nga cấp quy chế tị nạn chính trị. Vào cuối ngày hôm đó, Damascus rơi vào tay lực lượng nổi dậy, và chế độ của ông Assad sụp đổ.

## Liên két ngoài
- Không tìm thấy URL. Vui lòng định rõ một URL ở đây hoặc thêm vào trên Wikidata.

Bản mẫu:Tổng thống Syria